# Rúbaniansky park
Rúbaniansky park je chráněný areál v katastrálním území obce Rúbaň v okrese Nové Zámky v Nitranském kraji na Slovensku. Území bylo vyhlášeno v roce 1984 a jeho rozloha je 5,77 hektaru. Předmětem ochrany je ochrana historického parku.